# Waldemar Titzenthaler

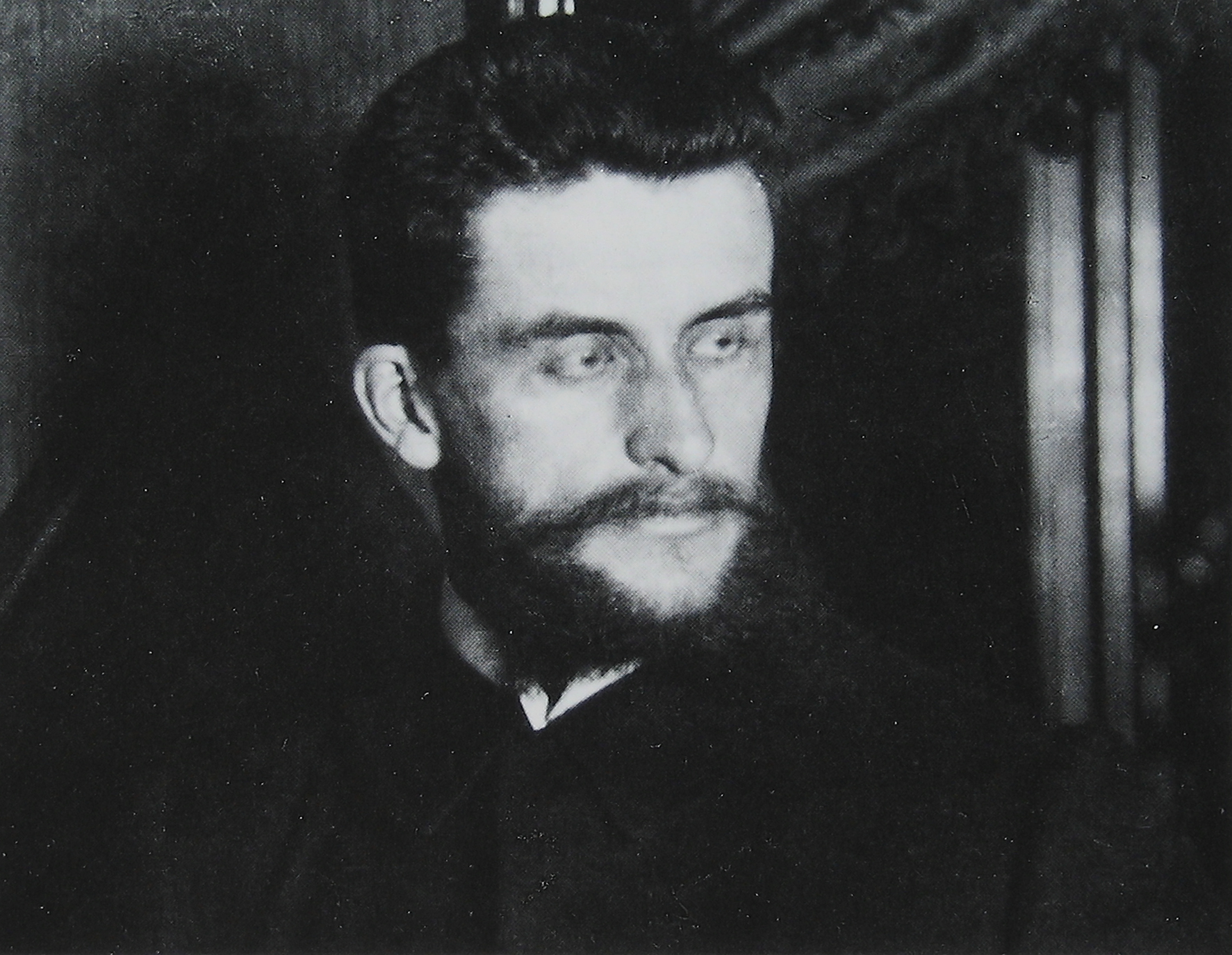
Waldemar Titzenthaler, rond 1900.

Waldemar Franz Hermann Titzenthaler (Laibach, 19 augustus 1869 - Auschwitz, 7 mei 1937) was een Duits fotograaf. Hij werd vooral bekend door zijn Berlijnse stadsgezichten uit het begin van de twintigste eeuw.

## Leven en werk
Titzenthaler was de zoon van de hoffotograaf van de groothertog van Oldenburg. Hij leerde het vak van zijn vader en vervolgens in Hannover, bij de vooraanstaande fotograaf Karl Friedrich Wunder. In 1896 vestigde hij zich in Berlijn, waar hij een jaar later een studio opende en veel werkte voor de Berliner Illustrirte Zeitung.
Titzenthaler groeide uit tot de belangrijkste fotograaf van het Berlijn uit het begin van de twintigste eeuw. In talloze stadsbeelden geeft hij een breed overzicht van het oude stadsaanzicht. Later zou hij ook veel portretfoto's van Berlijnse beroemdheden maken, met name voor het tijdschrift "die Dame". Vaak fotografeerde hij hen in hun thuissituatie.
Titzenthaler stond op latere leeftijd bekend als een fervent nationaalsocialist, hetgeen in 2003 voor de stad Berlijn reden was om een naar hem genoemde straat te hernoemen. Zijn fotoarchief werd tijdens de Tweede Wereldoorlog en de bombardementen op Berlijn gered door zijn weduwe en vervolgens overgedragen aan het Landesarchiv Berlin. Ook het Rijksmuseum Amsterdam heeft foto's van Titzenthaler in collectie.

## Galerij

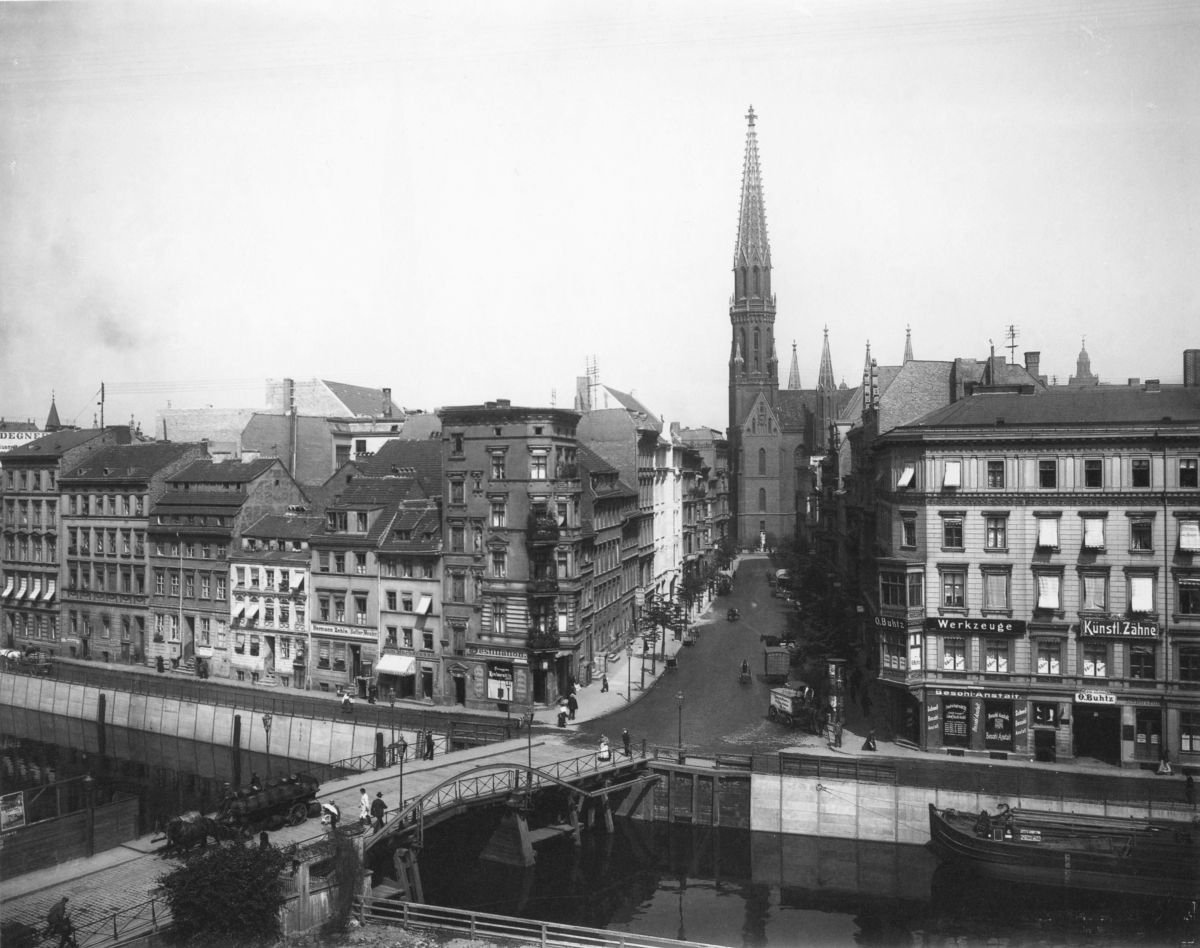
Grünstraße, 1903
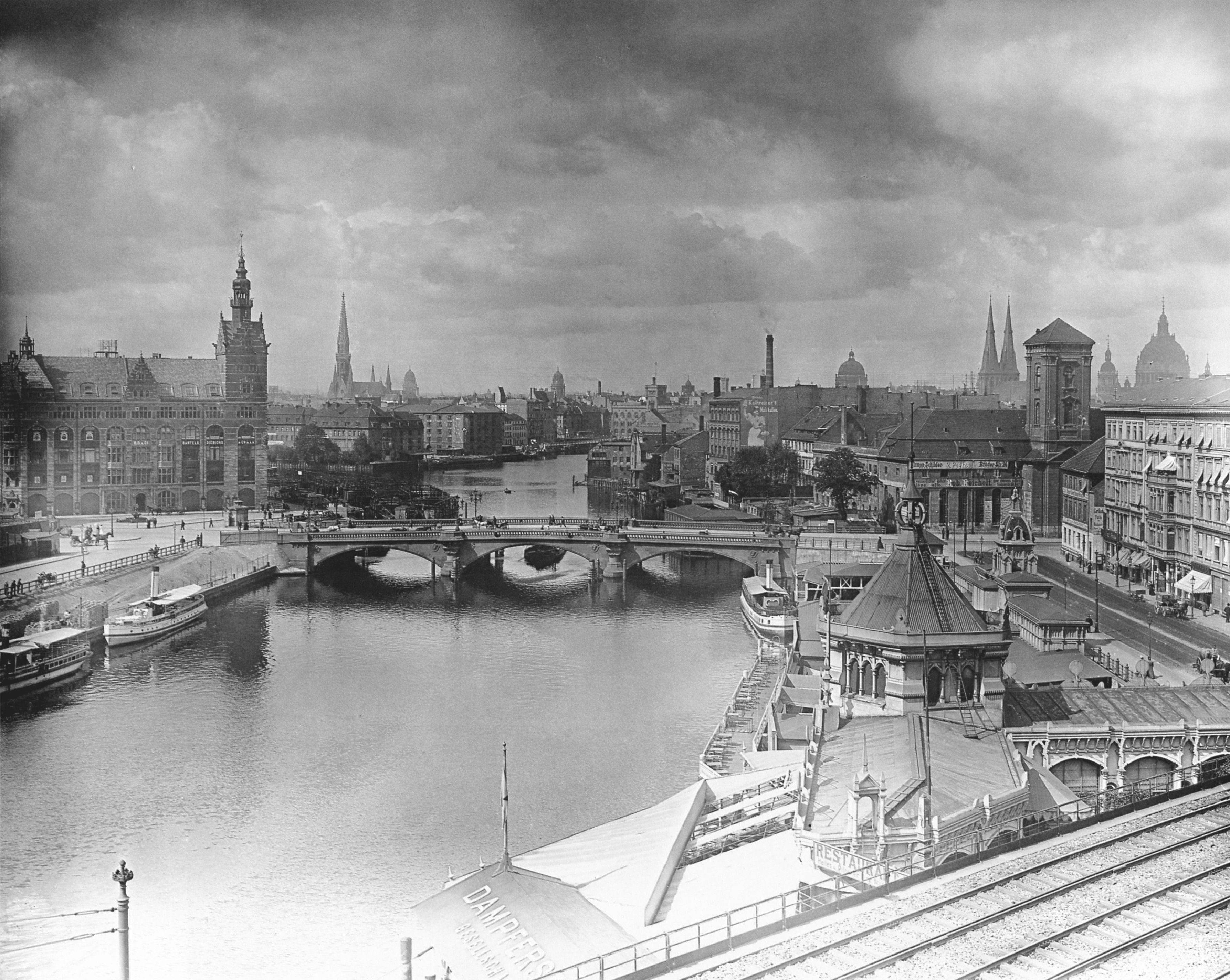
Waisenbrücke, 1904
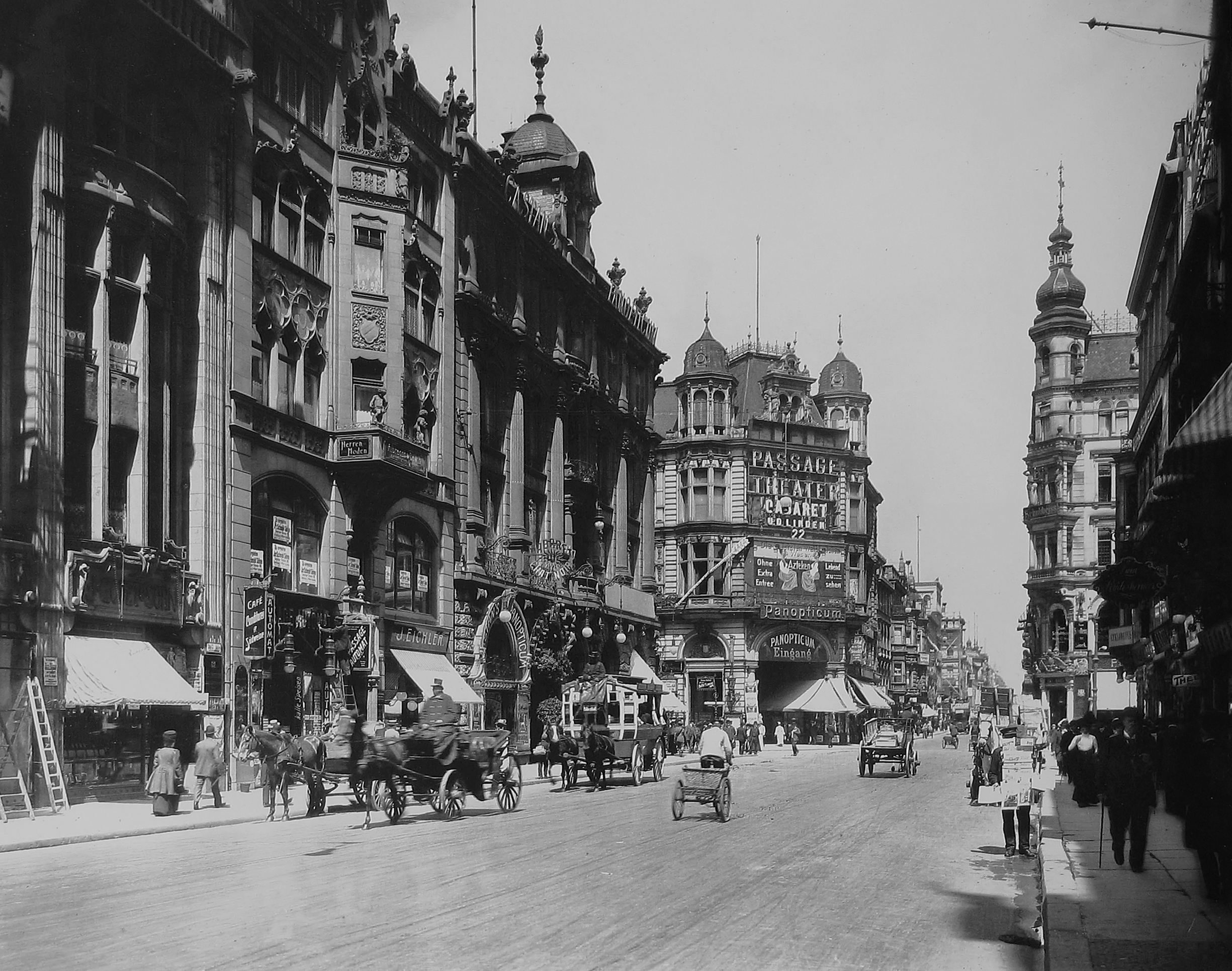
Friedrichstrasse, 1909
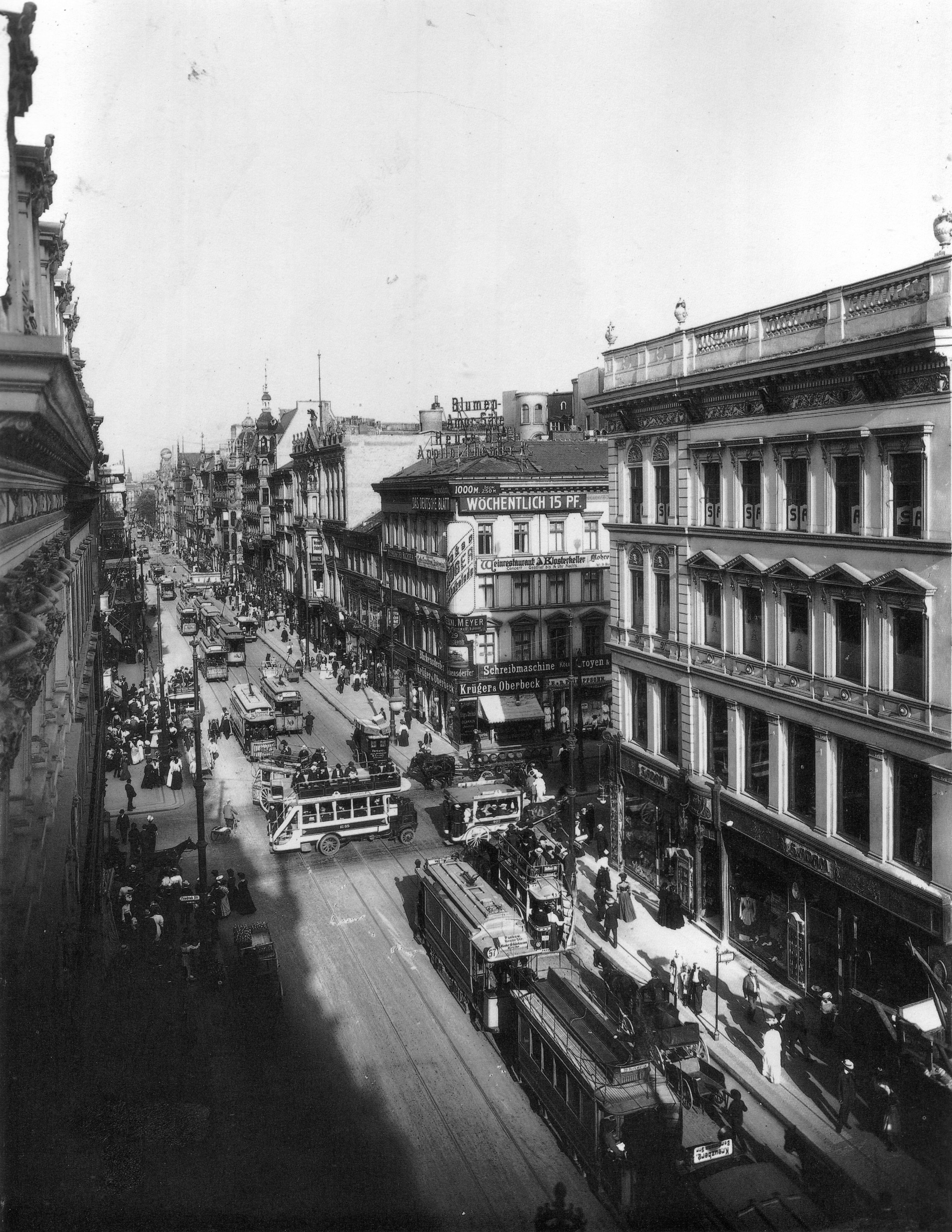
Leipziger Straße, Ecke Friedrichstraße, 1907
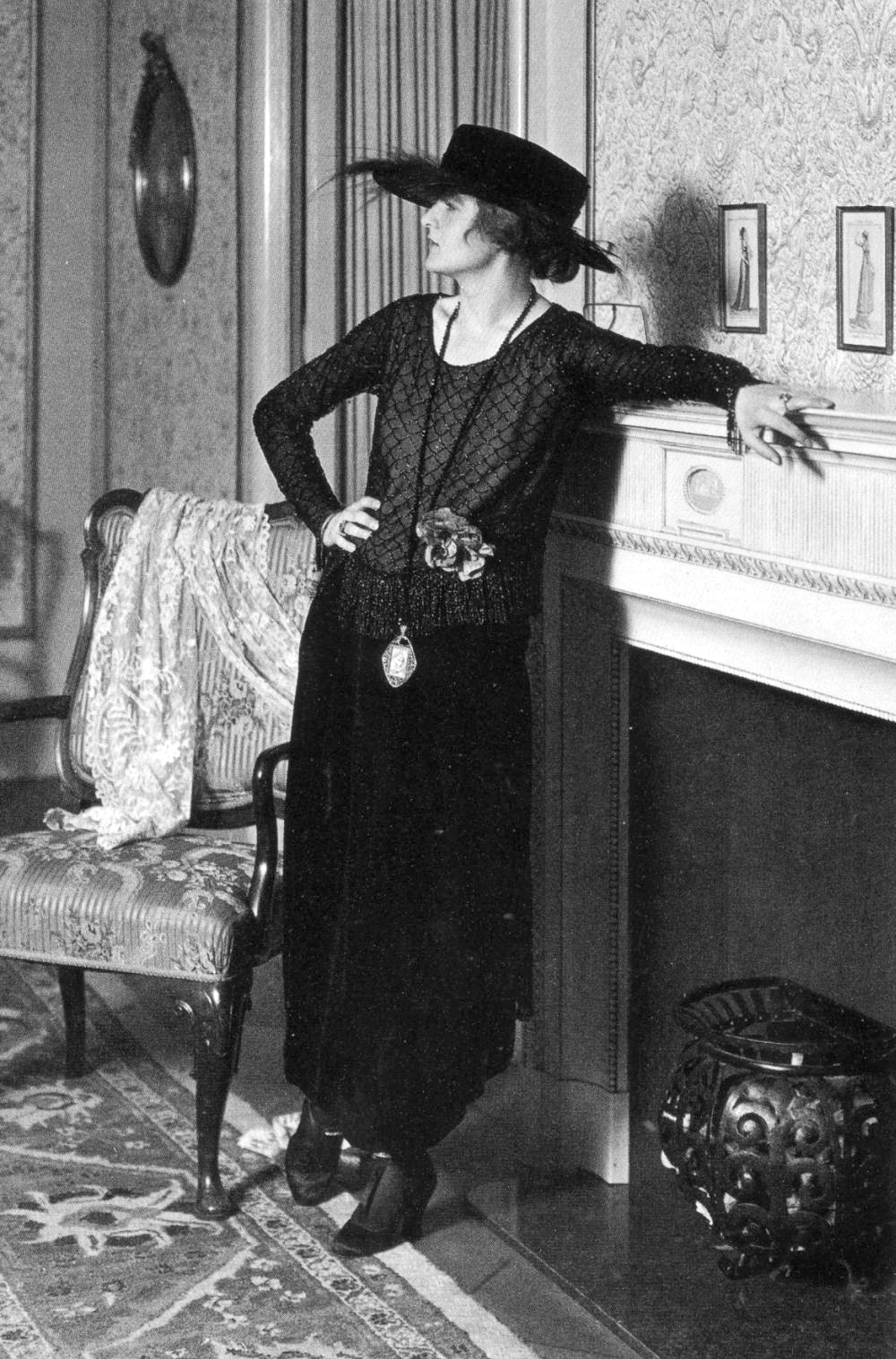
Anita Berber, 1918

## Werk in openbare collecties
- Landsarchiv Berlin[1]
- Rijksmuseum Amsterdam[2]